# Myrmoteras binghamii
Myrmoteras binghamii är en myrart som beskrevs av Auguste-Henri Forel 1893. Myrmoteras binghamii ingår i släktet Myrmoteras och familjen myror. Inga underarter finns listade i Catalogue of Life.